# 大花鳄嘴花
大花鳄嘴花（学名：Clinacanthus nutans var. robinsonii）为爵床科鳄嘴花属下的一个变种。